# Pritsche (Symbol)

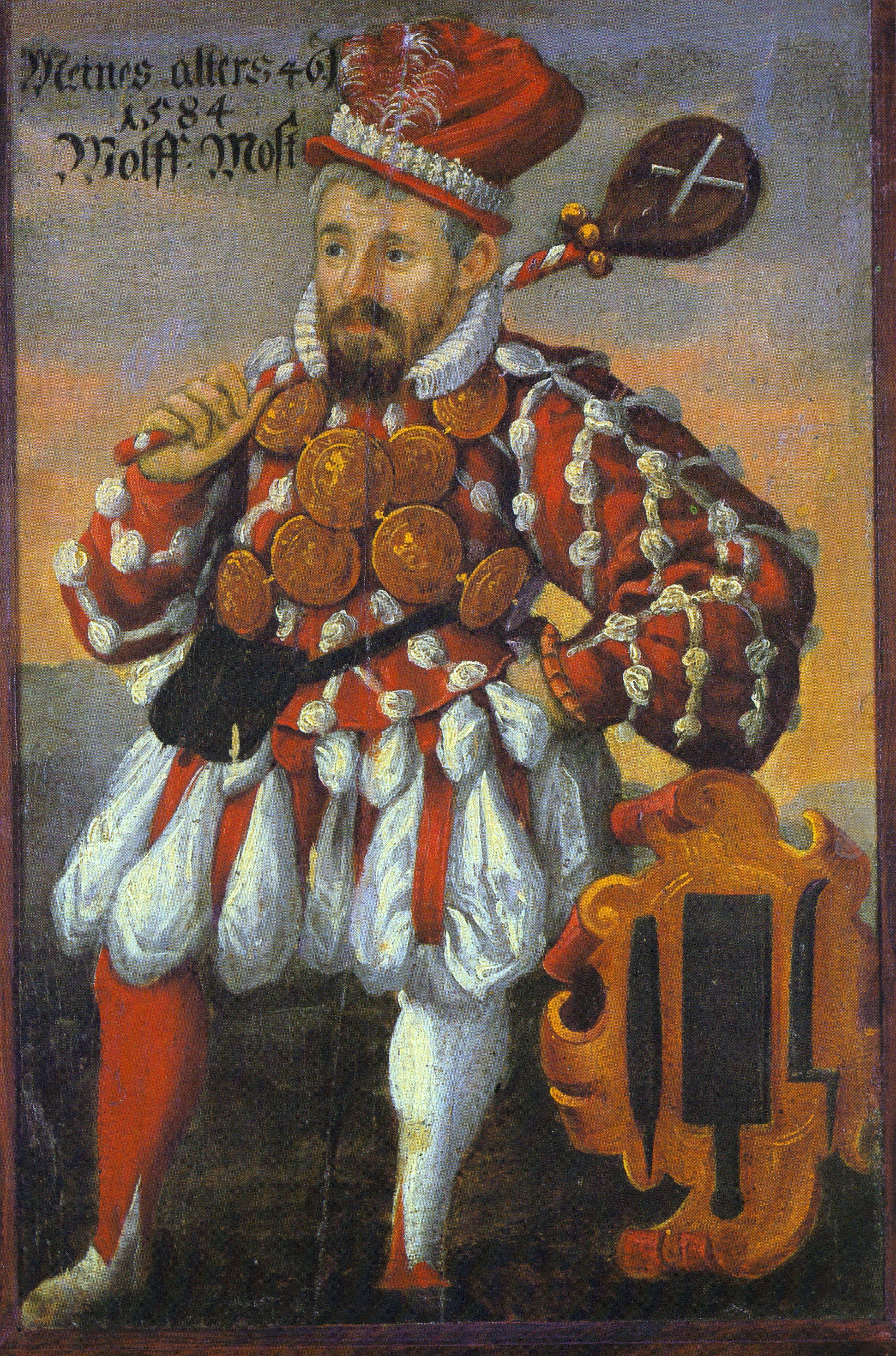
Wolf Most, Pritschenmeister der Schützengesellschaft St. Johannis in Nürnberg 1584 mit langstieliger Pritsche

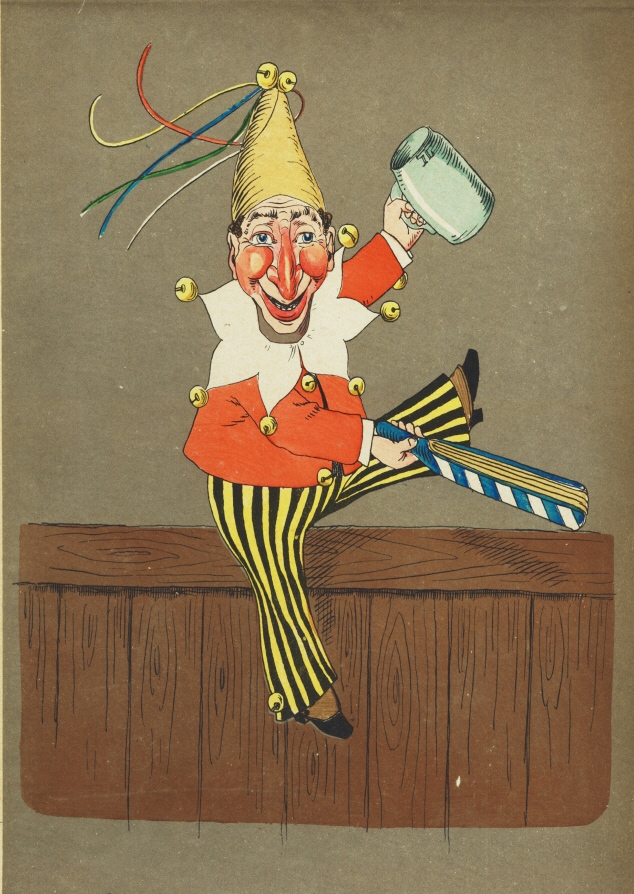
Kasperlefigur mit Pritsche von Lothar Meggendorfer

Die Pritsche oder Klatsche ist ein ca. fünfhundert Jahre altes scherzhaftes Schlag- und Züchtigungsinstrument des Pritschenmeisters aus Holz oder Pappe, das auch bei der Kasperlefigur und bei den Narren im Karneval Verwendung findet.
Die Pritsche ist etwa 40–50 cm lang, wenige Zentimeter breit, aus harten Kartonstreifen z-förmig längs gefaltet, mit einem schmaleren, verklebten Griffbereich. Die gehobenere Variante ist aus dünnen Holzbrettchen verleimt, die im Inneren ebenfalls z-förmig miteinander verbunden sind. Durch das leichte Aufschlagen der Pritsche entsteht durch schlagartiges Auspressen der Luft und Aufeinandertreffen der Papp- oder Holzblättchen ein knallartiger Ton. Frühere Varianten besonders als Pritschenmeisterutensil hatten einen runden, ovalen oder tropfenförmigen komprimierbaren Schlagteil an einem langen Stab befestigt, oft mit Schellen und Bändern an der Übergangsstelle geschmückt. Beide Teile waren zum Teil aufwändig verziert und bemalt (s. Abbildung rechts).
Seit dem 16. Jahrhundert bis heute ist sie das Hauptutensil des Pritschenmeisters, der als Spaßmacher, als Zeremonienmeister und als Ordnungshüter bei Schützenfesten, im Karneval, bei Kirmesvereinen u. Ä. wirkte. In früheren Zeiten wurde die Pritsche auch gerne von den Narren benutzt, um Geräusche zu erzeugen. Heute ist die Pritsche besonders im Karneval ein unverzichtbares Requisit. Der Kölner Karnevalsprinz beispielsweise trägt diese Insigne anstelle eines Zepters als Symbol seiner Macht und der Einheit mit seinem närrischen Volk in der Hand.
In den Aufführungen des Kasperle hat dieser ebenfalls seit Jahrhunderten eine Keule oder eine Pritsche, um das böse Krokodil oder den Räuber zu verhauen.